# الصرم (إب)

تعديل مصدري - تعديل

الصرم محلة تابعة لقرية تبان، التابعة لعزلة جبل معود بمديرية إب إحدى مديريات محافظة إب في الجمهورية اليمنية.، بلغ تعداد سكانها 87 حسب تعداد اليمن لعام 2004.